# Luis Felipe Neri de Alfaro
Luis Felipe Neri de Alfaro Velásquez (25. srpna 1709 Ciudad de México – 22. března 1776 San Miguel de Allende) byl mexický římskokatolický duchovní a oratorián.

## Život
Narodil se 25. srpna 1709 v Ciudad de México jako syn Estebana Valero de Alfaro a Maríi Velázquez de Castilla.
Vstoupil do královského a papežského semináře, kde se věnoval studiu teologie a filozofie. Ve 20 letech získal bakalářský titul z teologie. Dne 26. května 1730 vstoupil do kongregace Oratoriánů v San Miguel de Allende.
Roku 1746 přijal kněžské svěcení a odešel do Atotonilca, kde nechal vystavět svatyni Nejsvětějšího Jména Ježíš. Podle dobového vyprávění se mu ve snu zjevil Ježíš a přikázal mu postavit chrám na místě, kde spal. Základní kámen byl položen 3. května 1740. Osm let po položení základního kamene byl dokončen hlavní chrám. V neděli 20. července 1748 byl kostel vysvěcen a na hlavní oltář byl umístěn obraz Ježíše Nazaretského.
Po mnoho let používal jako postel pouze ovčí kůži a dvě velmi lehké deky. Jedl jen skromná jídla. Své tělo mimo jiné trýznil pomocí cilicia.
Zemřel 22. března 1776 a pohřben byl ve své svatyni.

## Proces svatořečení
V současné době probíhá v mexické arcidiecézi jeho proces svatořečení.